# Austeucharis larymna
Austeucharis larymna är en stekelart som först beskrevs av Walker 1846.  Austeucharis larymna ingår i släktet Austeucharis och familjen Eucharitidae. Inga underarter finns listade.